# Marion Michielsen
Marion Michielsen (ur. 2 sierpnia 1985, Rotterdam) – holenderska brydżystka, World Life Master w kategorii Kobiet (WBF), European Grand Master oraz European Champion w kategoriach Open, Women i Juniors (EBL).

## Wyniki brydżowe

### Olimpiady
Na olimpiadach uzyskała następujące rezultaty:
| Olimpiady brydżowe. Zawody teamów | Olimpiady brydżowe. Zawody teamów | Olimpiady brydżowe. Zawody teamów | Olimpiady brydżowe. Zawody teamów | Olimpiady brydżowe. Zawody teamów | Olimpiady brydżowe. Zawody teamów |
| Rok                               | Miejsce                           | Zawody                            | Kategoria                         | Drużyna                           | Pozycja                           |
| --------------------------------- | --------------------------------- | --------------------------------- | --------------------------------- | --------------------------------- | --------------------------------- |
| 2012                              | Lille                             | 2. Olimpiada Sportów Umysłowych   | Kobiety                           | Netherlands                       | 5                                 |
| 2008                              | Pekin                             | 1. Olimpiada Sportów Umysłowych   | Juniorzy                          | Netherlands                       | 5                                 |

| Olimpiady brydżowe. Zawody Par | Olimpiady brydżowe. Zawody Par | Olimpiady brydżowe. Zawody Par        | Olimpiady brydżowe. Zawody Par | Olimpiady brydżowe. Zawody Par | Olimpiady brydżowe. Zawody Par |
| Rok                            | Miejsce                        | Zawody                                | Kategoria                      | Partner                        | Pozycja                        |
| ------------------------------ | ------------------------------ | ------------------------------------- | ------------------------------ | ------------------------------ | ------------------------------ |
| 2008                           | Pekin                          | 1. Światowe Zawody Sportów Umysłowych | Juniorzy                       | Bob Drijver                    | 16                             |

### Zawody światowe
W światowych zawodach zdobyła następujące lokaty:
| Mistrzostwa Świata. Konkurencja teamów | Mistrzostwa Świata. Konkurencja teamów | Mistrzostwa Świata. Konkurencja teamów          | Mistrzostwa Świata. Konkurencja teamów | Mistrzostwa Świata. Konkurencja teamów | Mistrzostwa Świata. Konkurencja teamów |
| Rok                                    | Miejsce                                | Zawody                                          | Kategoria                              | Drużyna                                | Pozycja                                |
| -------------------------------------- | -------------------------------------- | ----------------------------------------------- | -------------------------------------- | -------------------------------------- | -------------------------------------- |
| 2014                                   | Sanya                                  | 14. Seria Mistrzostw Świata                     | Miksty                                 | Salvo                                  | 1                                      |
| 2014                                   | Sanya                                  | 14. Seria Mistrzostw Świata                     | Kobiety                                | Baker                                  | 1                                      |
| 2013                                   | Nusa Dua                               | 41. Mistrzostwa Świata Teamów                   | Kobiety                                | Netherlands                            | 3                                      |
| 2012                                   | Lille                                  | 5. Otwarte Mistrzostwa Świata Teamów Mikstowych | Miksty                                 | Ventin                                 | 5                                      |
| 2011                                   | Veldhoven                              | 40. Mistrzostwa Świata Teamów                   | Kobiety                                | Netherlands                            | 3                                      |
| 2010                                   | Filadelfia                             | 13. Seria Mistrzostw Świata                     | Miksty                                 | O'Rourke                               | 6                                      |
| 2010                                   | Filadelfia                             | 13. Seria Mistrzostw Świata                     | Kobiety                                | Hampton                                | 4                                      |
| 2009                                   | Stambuł                                | 1. Światowy Kongres Młodzieży                   | Juniorzy                               | Netherlands Red                        | 4                                      |
| 2008                                   | Łódź                                   | 4. Puchar Świata Teamów Akademickich            | Open                                   | Holandia A                             | 1                                      |
| 2007                                   | Szanghaj                               | 38. Mistrzostwa Świata Teamów                   | Trans                                  | Dutch Ladies                           | 66                                     |
| 2007                                   | Szanghaj                               | 38. Mistrzostwa Świata Teamów                   | Kobiety                                | Netherlands                            | 9                                      |
| 2006                                   | Tiencin                                | 3. Puchar Świata Teamów Akademickich            | Open                                   | Netherlands                            | 9                                      |
| 2006                                   | Werona                                 | 12. Mistrzostwa Świata                          | Kobiety                                | Netherlands                            | 9                                      |
| 2005                                   | Estoril                                | 37. Mistrzostwa Świata Teamów                   | Trans                                  | Orange A                               | 58                                     |

| Mistrzostwa Świata. Konkurencja par | Mistrzostwa Świata. Konkurencja par | Mistrzostwa Świata. Konkurencja par   | Mistrzostwa Świata. Konkurencja par | Mistrzostwa Świata. Konkurencja par | Mistrzostwa Świata. Konkurencja par |
| Rok                                 | Miejsce                             | Zawody                                | Kategoria                           | Partner                             | Pozycja                             |
| ----------------------------------- | ----------------------------------- | ------------------------------------- | ----------------------------------- | ----------------------------------- | ----------------------------------- |
| 2010                                | Filadelfia                          | 13. Mistrzostwa Świata                | Miksty                              | Peter Fredin                        | 12                                  |
| 2009                                | Stambuł                             | 1. Światowy Kongres Młodzieży         | Juniorzy                            | Tim Verbeek                         | 1                                   |
| 2006                                | Pieszczany                          | 6. Młodzieżowe Mistrzostwa Świata Par | Juniorzy                            | Vincent de Pagter                   | 3                                   |
| 2006                                | Werona                              | 12. Mistrzostwa Świata                | Kobiety                             | Meike Wortel                        | 24                                  |
| 2006                                | Werona                              | 12. Mistrzostwa Świata                | Miksty                              | Jan Jansma                          | 115                                 |
| 2003                                | Tata                                | 5. Młodzieżowe Mistrzostwa Świata Par | Juniorzy                            | Tim Heeres                          | 71                                  |

### Zawody europejskie
W europejskich zawodach zdobyła następujące lokaty:
| Zawody europejskie. Konkurencja teamów | Zawody europejskie. Konkurencja teamów | Zawody europejskie. Konkurencja teamów    | Zawody europejskie. Konkurencja teamów | Zawody europejskie. Konkurencja teamów | Zawody europejskie. Konkurencja teamów |
| Rok                                    | Miejsce                                | Zawody                                    | Kategoria                              | Drużyna                                | Pozycja                                |
| -------------------------------------- | -------------------------------------- | ----------------------------------------- | -------------------------------------- | -------------------------------------- | -------------------------------------- |
| 2013                                   | Ostenda                                | 6. Otwarte Mistrzostwa Europy             | Kobiety                                | Baker                                  | 5                                      |
| 2013                                   | Ostenda                                | 6. Otwarte Mistrzostwa Europy             | Miksty                                 | NedAut                                 | 1                                      |
| 2012                                   | Dublin                                 | 51. Mistrzostwa Europy Teamów             | Kobiety                                | Netherlands                            | 4                                      |
| 2011                                   | Poznań                                 | 5. Otwarte Mistrzostwa Europy             | Kobiety                                | Netherlands Women 1                    | 2                                      |
| 2010                                   | Ostenda                                | 50. Mistrzostwa Europy Teamów             | Kobiety                                | Netherlands                            | 2                                      |
| 2009                                   | Braszów                                | 22. Młodzieżowe Mistrzostwa Europy Teamów | Juniorzy                               | Netherlands                            | 4                                      |
| 2009                                   | San Remo                               | 4. Otwarte Mistrzostwa Europy             | Miksty                                 | Bertheau                               | 17                                     |
| 2009                                   | San Remo                               | 4. Otwarte Mistrzostwa Europy             | Kobiety                                | Dutch Orange                           | 9                                      |
| 2008                                   | Amsterdam                              | 7. Puchar Europy                          | Open                                   | BS Netherlands                         | 2                                      |
| 2008                                   | Pau                                    | 49. Mistrzostwa Europy Teamów             | Kobiety                                | Netherlands                            | 8                                      |
| 2007                                   | Jesolo                                 | 21. Młodzieżowe Europy Teamów             | Juniorzy                               | Netherlands                            | 1                                      |
| 2007                                   | Antalya                                | 3. Otwarte Mistrzostwa Europy             | Miksty                                 | Varenne                                | 17                                     |
| 2007                                   | Antalya                                | 3. Otwarte Mistrzostwa Europy             | Kobiety                                | Netherlands                            | 1                                      |
| 2006                                   | Warszawa                               | 48. Mistrzostwa Europy Teamów             | Kobiety                                | Netherlands                            | 2                                      |
| 2005                                   | Riccione                               | 20. Młodzieżowe Mistrzostwa Europy Teamów | Młodzież Szkolna                       | Netherlands                            | 10                                     |
| 2005                                   | Riccione                               | 20. Młodzieżowe Mistrzostwa Europy Teamów | Dziewczęta                             | Netherlands                            | 1                                      |
| 2005                                   | Teneryfa                               | 2. Otwarte Mistrzostwa Europy             | Kobiety                                | Verbeek                                | 5                                      |
| 2005                                   | Teneryfa                               | 2. Otwarte Mistrzostwa Europy             | Miksty                                 | Herbst                                 | 3                                      |
| 2004                                   | Praga                                  | 19. Młodzieżowe Mistrzostwa Europy Teamów | Dziewczęta                             | Netherlands                            | 4                                      |
| 2004                                   | Praga                                  | 19. Młodzieżowe Mistrzostwa Europy Teamów | Młodzież Szkolna                       | Netherlands                            | 3                                      |

| Zawody europejskie. Konkurencja par | Zawody europejskie. Konkurencja par | Zawody europejskie. Konkurencja par   | Zawody europejskie. Konkurencja par | Zawody europejskie. Konkurencja par | Zawody europejskie. Konkurencja par |
| Rok                                 | Miejsce                             | Zawody                                | Kategoria                           | Partner                             | Pozycja                             |
| ----------------------------------- | ----------------------------------- | ------------------------------------- | ----------------------------------- | ----------------------------------- | ----------------------------------- |
| 2013                                | Ostenda                             | 6. Otwarte Mistrzostwa Europy         | Miksty                              | Juan Carlos Ventin Camprubi         | 78                                  |
| 2013                                | Ostenda                             | 6. Otwarte Mistrzostwa Europy         | Kobiety                             | Meike Wortel                        | 2                                   |
| 2009                                | San Remo                            | 4. Otwarte Mistrzostwa Europy         | Kobiety                             | Meike Wortel                        | 12                                  |
| 2009                                | San Remo                            | 4. Otwarte Mistrzostwa Europy         | Miksty                              | Louk Verhees Jr.                    | 201                                 |
| 2008                                | Wrocław                             | 9. Młodzieżowe Mistrzostwa Europy Par | Dziewczęta                          | Laura Dekkers                       | 9                                   |
| 2007                                | Antalya                             | 3. Otwarte Mistrzostwa Europy         | Kobiety                             | Meike Wortel                        | 16                                  |
| 2007                                | Antalya                             | 3. Otwarte Mistrzostwa Europy         | Miksty                              | Jan Jansma                          | 30                                  |
| 2005                                | Teneryfa                            | 2. Otwarte Mistrzostwa Europy         | Kobiety                             | Martine Verbeek                     | 11                                  |

## Klasyfikacja
- Marion Michielsen – klasyfikacja WBF (ang.)
- Marion Michielsen – klasyfikacja EBL (ang.)